# La Grosse Magouille
Pour plus de détails, voir Fiche technique et Distribution.
La Grosse Magouille (Used Cars) est un film américain réalisé par Robert Zemeckis et sorti en 1980.

## Synopsis
À Mesa dans l'Arizona, Rudy Russo est un jeune vendeur de voitures d'occasion travaillant dans la boutique New Deal, appartenant à Luke Fuchs. De l'autre côté de la rue, une autre boutique appartient à Roy L. Fuchs, frère jumeau de Luke. Roy va être prochainement exproprié pour faire place à la construction d'une bretelle d'autoroute. Les deux frères se détestent. Voulant percevoir l'argent de l'assurance-vie et la boutique de Luke, Roy demande à son mécanicien — le conducteur de derby de démolition Mickey — de conduire imprudemment la Chevrolet Bel Air 1957 fraichement restaurée avec Luke sur le siège du passager. Peu après, Luke meurt d'une crise cardiaque. Malgré les différends, Roy se met à enquêter pour découvrir pourquoi son frère est mort.

## Fiche technique
- Titre français : La Grosse Magouille
- Titre original : Used Cars
- Réalisation : Robert Zemeckis
- Scénario : Robert Zemeckis et Bob Gale
- Musique : Patrick Williams
- Montage : Michael Kahn
- Photographie : Donald M. Morgan (de)
- Décors : Linda Spheeris (plateau), Peter Jamison
- Casting : Sally Dennison
- Maquillage : Jack Petty, Jack H. Young
- Coiffure : Gina Kearns
- Production : Bob Gale

Producteurs délégués : John Milius et Steven Spielberg
Producteur associé : John G. Wilson
- Sociétés de production : Columbia Pictures et A-Team
- Distribution : Columbia Pictures
- Pays de production :  États-Unis
- Durée : 113 minutes
- Genre : comédie noire
- Format : Couleurs Metrocolor - 1,85:1 - Son Mono
- Interdiction :  Rated R (les mineurs, 17 ans et moins, doivent être accompagnés d'un adulte)
- Dates de sortie[1] :
  - États-Unis : 11 juillet 1980

## Distribution
- Kurt Russell : Rudy Russo
- Gerrit Graham : Jeff
- Frank McRae : Jim
- Jack Warden : Roy L. Fuchs / Luke Fuchs
- Deborah Harmon (en) : Barbara Fuchs
- Joe Flaherty : Sam Slaton
- David L. Lander : Freddie Paris
- Michael McKean : Eddie Winslow
- Al Lewis : Le juge Henry Harrison
- Woodrow Parfrey : M. Chartner
- Michael Talbott : Mickey
- Alfonso Arau : Manuel
- Dub Taylor : M. Tucker
- Cheryl Rixon (en) : Margaret
- John Abbott : Clem
- Marc McClure : Heavy Duty Dubois
- Harry Northup : Carmine

## Production

### Genèse du projet
Robert Zemeckis et Bob Gale avaient déjà collaboré pour l'écriture du précédent film de Zemeckis, Crazy Day. Ils développent un nouveau projet pour Universal Pictures. Mais finalement, Universal se désengage du projet et est remplacé par Columbia Pictures, qui produit au même moment 1941 de Spielberg, que Gale et Zemeckis ont également écrit. Steven Spielberg est également emballé par le projet et décide d'en être producteur délégué. Cependant, ce dernier sera choqué par une phrase du personnage Rudy à propos du Président Jimmy Carter, dont il était partisan : « Hey, he fucks with us... ». Mais les deux scénaristes ont décidé de la conserver.

### Attribution des rôles
John Candy devait à l'origine tenir le rôle de Sam Slaton, mais il s'était engagé pour 1941 de Steven Spielberg, il est donc remplacé par Joseph P. Flaherty.

### Tournage
Le film a été tourné en 28 jours seulement, et entièrement en Arizona : à Mesa, Phoenix, à l'Université d'État de l'Arizona de Tempe.

## Sortie et accueil
Selon Robert Zemeckis et Bob Gale, la sortie du film a été freinée par le studio. En raison de résultats satisfaisants lors des prévisualisations, la Columbia avance la sortie, prévue fin août aux États-Unis, au milieu de l'été, mais avec peu de communication et de publicité. Par ailleurs, le film ne sort qu'à travers la moitié des États-Unis et est un échec à sa sortie.
Le film reçoit cependant des critiques plutôt positives, totalisent 76 % d'opinions favorables sur Rotten Tomatoes pour 17 critiques.